# Шах-Алам

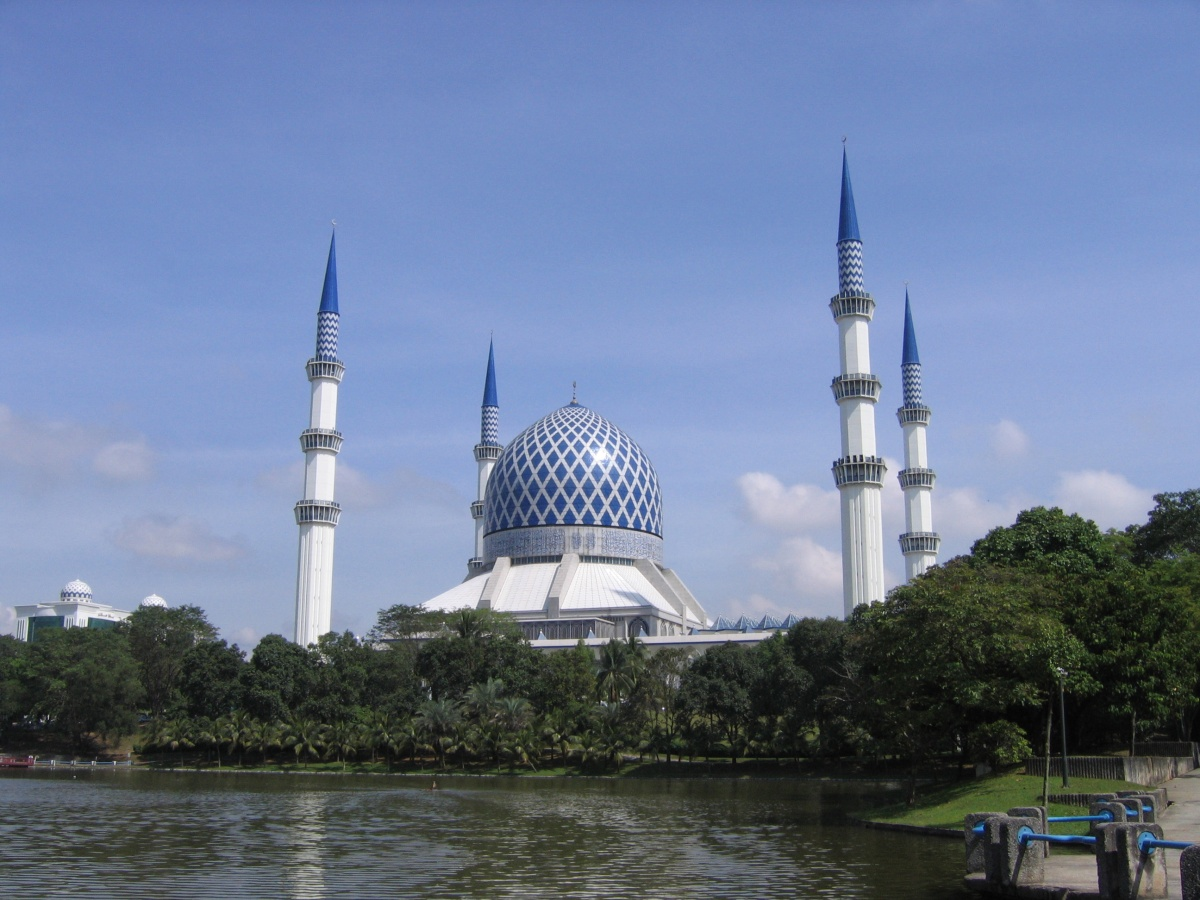
Мечеть Султана Абдули Азіза Салахуддіна або Блакитна мечеть

Шах-Алам (Shah Alam) — з 1978 року адміністративний центр штату Селангор, (Малайзія).

## Загальні відомості
Місто знаходиться на південному заході півострова Малакка (Semenanjung Melaka). Населення понад 600 тис. осіб. Швидко зростаючий промисловий центр — тут є підприємства електротехнічної й електронної промисловості, автоскладальний завод «Протон Сага», технологічний інститут Мара, навчальний сільськогосподарський парк «Букіт Чераках» (865 га). Спорткомплекс, автодром. Музей султана Алам-Шаха (1989). Найбільша в ПСА мечеть султана Салахуддіна з найвищим мінаретом у світі («Блакитна мечеть», 1988). Статус сіті (bandar raya) — в 2000 році. Розвинений туризм.